# Wagyan Land
 Wagyan Land (ワギャンランド), parfois transcrit Wagan Land, est une série de jeux vidéo de plates-formes en 2D basée sur des mini-jeux et shiritori. La série est sortie uniquement au Japon. Elle a été développée par Now Production et édité par Namcot sur de multiples consoles. Le héros de la série est Wagyan, un petit dinosaure vert mécanique, et sa famille, qui doivent protéger leur royaume contre le Dr. Devil. Les ennemis sont neutralisés temporairement par les cris de Wagyan.

## Titres de la série
1. Wagyan Land (ワギャンランド?) (9 février 1989, NES; 26 juillet 1991, Game Gear)
2. Wagyan Land 2 (ワギャンランド2?) (14 décembre 1990, NES)
3. Super Wagyan Land  (スーパーワギャンランド?) (13 décembre 1991, Super Nintendo)[1]
4. Wagyan Land 3 (ワギャンランド3?) (8 décembre 1992, NES)
5. Super Wagyan Land 2  (スーパーワギャンランド2?) (25 mars 1993, Super Nintendo)
6. Wagyan Paradise (ワギャンパラダイス?) (16 décembre 1994, Super Nintendo)[2]
7. Hirameki Action: Chibikko Wagyan no Ōkina Bōken (ひらめきアクション ちびっこワギャンの大きな冒険?) (29 janvier 2009, Nintendo DS)[3]